# أيض حامض المخلدات
أيض حامض المخلدات أو أيض الحمض العصاري (بالإنجليزية: Crassulacean acid metabolism) المعروف اختصارا باسم (بالإنجليزية: CAM) هو أحد طرق التمثيل الضوئي في النباتات. توجد هذه الطريقة لدى نباتات تعيش في ظروف بيئية محدودة الرطوبة وحارة، ولهذا يعد هذا النمط متكيفا مع البيئات القاحلة ومتطورا عن التمثيل الضوئي رباعي الكربون، حيث يتم تثبيت الكربون خلال الليل ويخزن ثنائي أكسيد الكربون في الليل على شكل حمض التفاح رباعي الكربون في الفجوات العصارية لاستخدامه في التمثيل الضوئي عند توفر الضوء في اليوم التالي. الهدف من هذه العملية هو إبقاء الثغور في الأوراق مغلقة طوال اليوم لتقليل النتح.
تستعمل هذه الطريقة لدى بعض النباتات العصارية مثل الصبار والتين الشوكي والأناناس ونباتات الفصيلة المخلدية (باللاتينية: Crassulaceae) وأخذت الطريقة اسمها الإنكليزي نسبة إلى هذه الفصيلة.